# 別里哥帖木兒
别里哥帖木儿（1285年—1317年），元朝官员，蒙古札剌亦儿氏。木华黎六世孙，曾祖父速浑察，祖父乃燕，父亲硕德。
别里哥帖木儿早年丧父，其母弘吉剌氏教给他蒙古文。别里哥帖木儿孝顺，母亲得病，元成宗派医诊视，别里哥帖木儿听有人说言剐股治病，于是割肉给母亲吃。元仁宗即位，擢升他为佥通政院事。元仁宗问他周文王父子和周朝兴起的原因，别里哥帖木儿奏对非常详细。仁宗赐酒给他，称赞他说：“卿是蒙古人中的儒者。”延祐四年（1317年）卒，年三十三岁，赠河南行省中书平章政事，追封鲁国公。其子朵尔直班。

## 延伸阅读
[在维基数据编辑]
 《新元史/卷120》，出自柯劭忞《新元史》